# Premio Guldbagge
El Premio Guldbagge es un premio oficial de cine entregado anualmente por el Instituto Sueco del Cine. Premia los largometrajes estrenados en cines durante el año anterior al de la celebración. Para poder ser nominadas a estos premios, las películas han de tener una duración mínima de unos 73 minutos y poder ser calificadas como suecas mediante un sistema de puntos que tiene en cuenta el idioma, la financiación y la nacionalidad de los artistas. En el caso de documentales y cortometrajes, no se requiere su estreno en cines, sino su presentación en determinados festivales.
La primera ceremonia tuvo lugar el 25 de septiembre de 1964 en el Grand Hôtel de Estocolmo.

## Etimología
Guldbagge es la palabra sueca para Cetonia aurata, un tipo de escarabajo. El nombre del galardón también puede entenderse como un juego de palabras sueco de skalbagge, que significa escarabajo. La parte de la composición skal, (que significa carapace o exoesqueleto) que tiene en el nombre Guldbagge se ha cambiado por guld (oro), resultando en un nombre que podría traducirse por "Escarabajo Dorado".

## Categorías
El galardón se entrega a la mayor labor cinematográfica en las siguientes categorías:
- Mejor película
- Mejor director
- Mejor guion
- Mejor puesta en escena
- Mejor actriz principal
- Mejor actor principal
- Mejor actriz secundaria
- Mejor actor secundario
- 3 premios al mayor logro que se entregan en diferentes facetas técnicas sin categoría (como por ejemplo música o vestuario)
- Mejor película extranjera (producida en un país extranjero, independientemente del idioma)
- Mejor cortometraje
- Mejor documental
- Premio honorífico

## Descripción
El premio en si es una estatuilla con forma de escarabajo de 1.2 kg de peso, está hecha de cobre esmaltado y bañada en oro. Fue diseñada por el artista Karl Axel Pehrson. El premio tiene una inscripción con el nombre del galardonado y con la categoría correspondiente adherida a la parte inferior del escarabajo.

## Crítica
En 2005 el premio fue criticado, dado que sólo 3 de las 33 películas suecas estrenadas en 2004 fueron premiadas a los 7 galardones principales (película, dirección, actor principal, actor secundario, actriz principal, actriz secundaria, guion) y se hizo público que algunos de los miembros del jurado ni siquiera vieron las 33 cintas.